# Xã Thompson, Quận Delaware, Ohio
Xã Thompson (tiếng Anh: Thompson Township) là một xã thuộc quận Delaware, tiểu bang Ohio, Hoa Kỳ. Năm 2010, dân số của xã này là 684 người.